# Laab im Walde
Laab im Walde is een gemeente in de Oostenrijkse deelstaat Neder-Oostenrijk, gelegen in het district Mödling (MD). De gemeente heeft ongeveer 1100 inwoners.

## Geografie
Laab im Walde heeft een oppervlakte van 7,15 km². Het ligt in het noordoosten van het land, vlak onder de hoofdstad Wenen.
Achau · Biedermannsdorf · Breitenfurt bei Wien · Brunn am Gebirge · Gaaden · Gießhübl · Gumpoldskirchen · Guntramsdorf · Hennersdorf · Hinterbrühl · Kaltenleutgeben · Laab im Walde · Laxenburg · Maria Enzersdorf · Mödling · Münchendorf · Perchtoldsdorf · Vösendorf · Wiener Neudorf · Wienerwald
- Gemeinsame Normdatei: 4436766-1
- Virtual International Authority File: 236990345
- WorldCat: E39PBJm4XQTmCTvt3VQDkw3YT3